# Wiesen (Autriche)
Pour les articles homonymes, voir Wiesen.
Wiesen est une commune autrichienne du district de Mattersburg dans le Burgenland.